# Clear Rivers
Clear Marie Rivers es un personaje ficticio de la franquicia Destino final. Su primera aparición fue en el año 2000 con Destino final como estudiante del instituto Mount Abraham, Nueva York, en el que tras librarse de la explosión de un avión vista por Alex Browning, se convierte en una de las supervivientes en "engañar a la muerte". El personaje estuvo interpretado por Ali Larter en la primera y segunda película de la saga en 2003, en esta última, es la encargada de ayudar a Kimberly Corman para salvar a otras víctimas venideras, sin embargo fallece en un hospital tras una explosión al intentar salvar a Eugene Dix. También ha aparecido en las novelas basadas en el filme.
El personaje fue creado por Jeffrey Reddick y, junto a Tony Todd, es la única actriz en interpretar en más de una ocasión su respectivo papel. Aunque los medios críticos alabaron el desarrollo del personaje, otras críticas fueron a parar a la actuación de la actriz.
No obstante, Larter obtuvo el Young Hollywood Awards a la Mejor Actriz.

## Personaje

### Destino final
Clear Rivers es una introvertida y solitaria estudiante del Instituto Mount Abraham que está a punto de viajar a París con sus compañeros y profesores en un viaje de fin de curso. Cuando está a bordo de un avión: vuelo 180 de Volée Air, un estudiante (Alex Browning) tiene lo que parece ser una pesadilla en la que ve el avión explotar y trata de avisar a todos los pasajeros del peligro que corren. Tras comenzar una trifulca, Browning y los que se encontraban en el pasillo del aparato son expulsados siendo Clear la única en creerle y abandonar el avión por su propia cuenta. Finalmente, el avión estalla a los pocos segundos de despegar. Luego del infortunado accidente los padres de Alex con el mismo en el auto llevan a Clear hasta su casa, en medio de la lluvia se ve a esta despedirse lentamente con un aire triste y melancólico.
Durante el funeral por los estudiantes y profesores fallecidos, Clear le ofrece a Alex una rosa blanca en señal de gratitud. Cuando fallece el primer superviviente en extrañas circunstancias, Alex empieza a salir con Clear después de buscarla en la cabaña para pedirle explicaciones de su misteriosa presencia escondida detrás de un árbol frente a la casa de Tod, para tratar de averiguar lo ocurrido hasta tal punto de colarse en un tanatorio donde estaban practicando la autopsia a la reciente víctima hasta que son sorprendidos por William Bludworth (Tony Todd), el cual les advierte de las consecuencias de "engañar" a la muerte y que esta, tiene un plan para recuperar lo que le pertenece.
Al día siguiente Alex y Clear están conversando en una cafetería, él le muestra las pistas y ve una señal, ella no le cree y se muestra escéptica pero más tarde al final acaba aceptándolo, luego llegan Carter y Terry en su auto, Billy también se presenta y se une La profesora Valerie Lewton por detrás, luego de una serie de discusiones Terry es atropellada frente a los demás de una forma violenta, esto hace replantearse a Clear lo que en realidad está sucediendo y trata de comunicarse con Alex y junto a Carter y Billy emprenden su búsqueda, en una escena intima con Alex frente a una playa nocturna le cuenta parte de su vida: su padre murió asesinado de un tiro al entrar a una tienda por cigarrillos cuando ella apenas tenía 10 años de edad, su madre junto a su padrastro la abandonaron y eso explicaría gran parte de su carácter tímido y reservado.   
Tras ver Alex en las noticias las causas de la catástrofe, se da cuenta de que los demás están muriendo en el mismo orden en el que hubieran muerto de haberse quedado en el avión, Después de la muerte de la profesora Valerie Lewton, 2 agentes del FBI la buscan en su cabaña para preguntarle sobre el paradero de Alex, aunque en ese momento no lo sabía realmente pues andaban distanciados. Alex trata de rescatar a los demás hasta que interviene en la muerte de Carter Horton (Kerr Smith), a punto de ser destruido por un tren en marcha (no sin antes Billy, Alex y Clear sufrir una serie de sobresaltos en su auto producto del enojo que producía) saltando así a Billy, quien es decapitado por una lata del auto destrozado por el tren: en el momento de la tensión Alex la tranquiliza diciéndole que todo estará bien. Debido a que el FBI le anda buscando, Clear le da cobijo en su cabaña donde tiene otra revelación (después de Billy, la próxima víctima debía ser Alex según el plan, ya que en la premonición estuvo sentado al lado de Todd, el primero en morir, pero no así al despertarse) por lo que Clear es en realidad la siguiente. Esto se ve cuando en su casa se producen cortocircuitos por los rayos que estuvieron a punto de electrocutarla luego de liberar a su perra, cuando un tubo metálico del colgadero de ropa se desprendió y por poco le perfora la cabeza, salta y entra por la ventana, baja las escaleras y sale por el garaje y los sucesos que la obligan a escapar con el coche cuando el mismo auto se detiene por el cable, sin embargo este se cala hasta que Alex llega a punto de salvarla cuando imprudentemente el mismo produce con una pala una fuga de gas con el derrame de líquido sobre el piso y este llega al coche que empieza a incendiarse, Alex prefiere sacrificarse y toma el cable, esto le da chance a Clear de salir del auto y saltar; un segundo después el auto explota y Alex es arrojado hacia el portón del estacionamiento quedando insconciente con el objetivo alcanzado de haber rescatado a Clear
6 meses después aterrizan en Francia y desde el avión se bajan Carter, Clear y Alex totalmente a salvo e ilesos y van a cenar a un restaurante nocturno en París; brindan por Terry, Tody y por los demás que no pudieron tomar el vuelo 180 hace medio año, Alex posee dudas sobre el designio y la lista por lo que Clear y Carter están cansados del tema y lo evitan, pero el propio Alex se da cuenta de que es el siguiente y se aleja de ambos al dirigirse hacia el hotel cuando de repente Clear observa por el ventanal y obtiene una visión (muy similar a la que Alex vio en la cafetería prediciendo la muerte de Terry y la única que logró ver en Destino Final 1 y 2) al ver a un transporte aproximarse por la avenida, esta sospecha y le grita a Alex que voltea y se salva de ser bruscamente atropellado por un ómnibus (muy parecido al que mató a Terry) se desprende un cartel que va hacia Alex pero Carter lo empuja salvándolo para luego dar la vuelta y aplasta a Carter que era el siguiente. 
En esta primera película Clear es Castaña Clara, hasta que al final del filme regresa al Rubio Claro.

#### Final alternativo
En el final alternativo, la relación de Alex con Clear va más allá hasta que se queda embarazada. En la escena final en la que este la salva del coche, Alex fallece electrocutado. A los nueve meses da a luz a su hijo al que llama Alex Browning Jr. y reanuda su vida con Carter a sabiendas de que han vencido a la muerte.

### Destino final 2
En la secuela, la trama tiene lugar un año tras los eventos de la primera película. En esta ocasión, Kimberly Corman (A. J. Cook) tiene la visión de que va a ocurrir un accidente de tráfico en cadena en el que morirán todos (incluido ella). En esta segunda, Clear vive en el psiquiátrico Stonybrook, donde se ha recluido convencida de que la muerte vuelve por ella tras dos meses del fallecimiento de Alex (desnucado por un ladrillo) y acumula un sentimiento de ira acompañada de un cuadro clínico de depresión por su ausencia. Aunque en un principio se niega a abandonar su "refugio" cuando Kimberly busca en su ayuda recibiendo un trato pasivo-agresivo por parte de Clear, después de la muerte de los dos primeros sobrevivientes accede a ayudarla y acude con la visionaria y el agente Burke (Michael Landes) a visitar a Bludworth que se encontraba incinerando el cadáver de Evan Lewis (el primero en morir), el cual les informa del equilibrio entre la muerte y la "nueva vida". Los tres estacionan en una tienda para almorzar, Clear observa a un joven irresponsable skateboy fumando un cigarrillo con su grupo de amigos y esta lo golpea en la cabeza por su inconsciencia recibiendo una repugnante respuesta por parte del muchacho y allí Kimberly obtiene otras visiones relacionadas con una camioneta blanca y un lago (momento en el que Clear se siente desprotegida al exponerse nuevamente al mundo exterior) para luego contactar a Isabella por medios del oficial Burke y recogen sus datos. Se reúnen todos en el apartamento del policía y Clear conoce a los restantes, discute con Eugene y por una indiscreción estuvo a punto de ser empalada por una tabla de no ser porque se agacho para protegerse, luego de Rory ver una visión sobre un hombre con garfios; esta sale del apartamento al tratar de subir por el ascensor pero prefiere tomar las escaleras y justo se encuentra a Kat y juntas tratan de salvar a Nora fracasando en el intento pues muere decapitada por un elevador. Una de las supervivientes: Isabella Hudson (Justina Machado) está embarazada, por lo que deciden ir en su búsqueda para mantenerla a salvo hasta que de a luz al nonato por lo que la lista de la muerte quedaría rota, tienen un accidente en la van donde se trasladaban, salen prácticamente ilesos salvo Eugene y Kat, Clear se dirige a ver como se encuentra Kat atrapada en el auto, aunque poco más tarde Kat y Rory mueren. Desafortunadamente, Kimberly descubre que Isabella, a pesar de estar implicada en el accidente, no fallece por lo que aún siguen en peligro, no obstante, Hudson rompe aguas y es llevada de urgencia al hospital Oakfield, el mismo en donde está ingresado Eugene Dix porque se le colapsó un pulmón (Terrence C. Carson). Clear se separa de Kimberly y Thomas en busca de Eugene y al encontrarle, no se percata de que mientras Hudson estaba dando de parto, el desfibrilador y el oxígeno están desconectados y al producirse una chispa, se produce una explosión en la que fallecen los dos; muere carbonizada al instante.
En una escena alternativa, Clear sonríe en el preciso momento en el que las llamas engullen su cuerpo.

### Destino Final 3
Originalmente, Ali Larter, A.J Cook y Michael Landes iban a aparecer en la película, retomando sus papeles de Clear, Kim y Tom respectivamente. Sin embargo, Larter se negó a renovar su contrato, debido a un compromiso con otra película, por lo que la secuencia final de Destino Final 2 fue reescrita, matando a Clear junto con Eugene en la explosión del hospital.

### Destino Final 4
Cuando Nick se desespera y no sabe dónde están Janet y Hunt para salvarlos se voltea hacia la derecha donde un Carter dice "Acuario Clear Rivers" y así es como Nick se entera donde están sus amigos.

### Otras apariciones

#### Literatura
En enero de 2006, Rivers hizo su debut literario cuando la novelista Natasha Rhodes pública una novela titulada: Final Destination I: The Movie basada en la película. La trama es la misma que la de la primera película, pero centrándose más en Clear y su pasado familiar. A los 28 días publicaría la segunda parte en el que se centra en los sucesos de Destino final 2 donde se sustituye la combustión del hospital con una celebración en el que los supervivientes (incluida Clear) se toman una tarta.

## Desarrollo

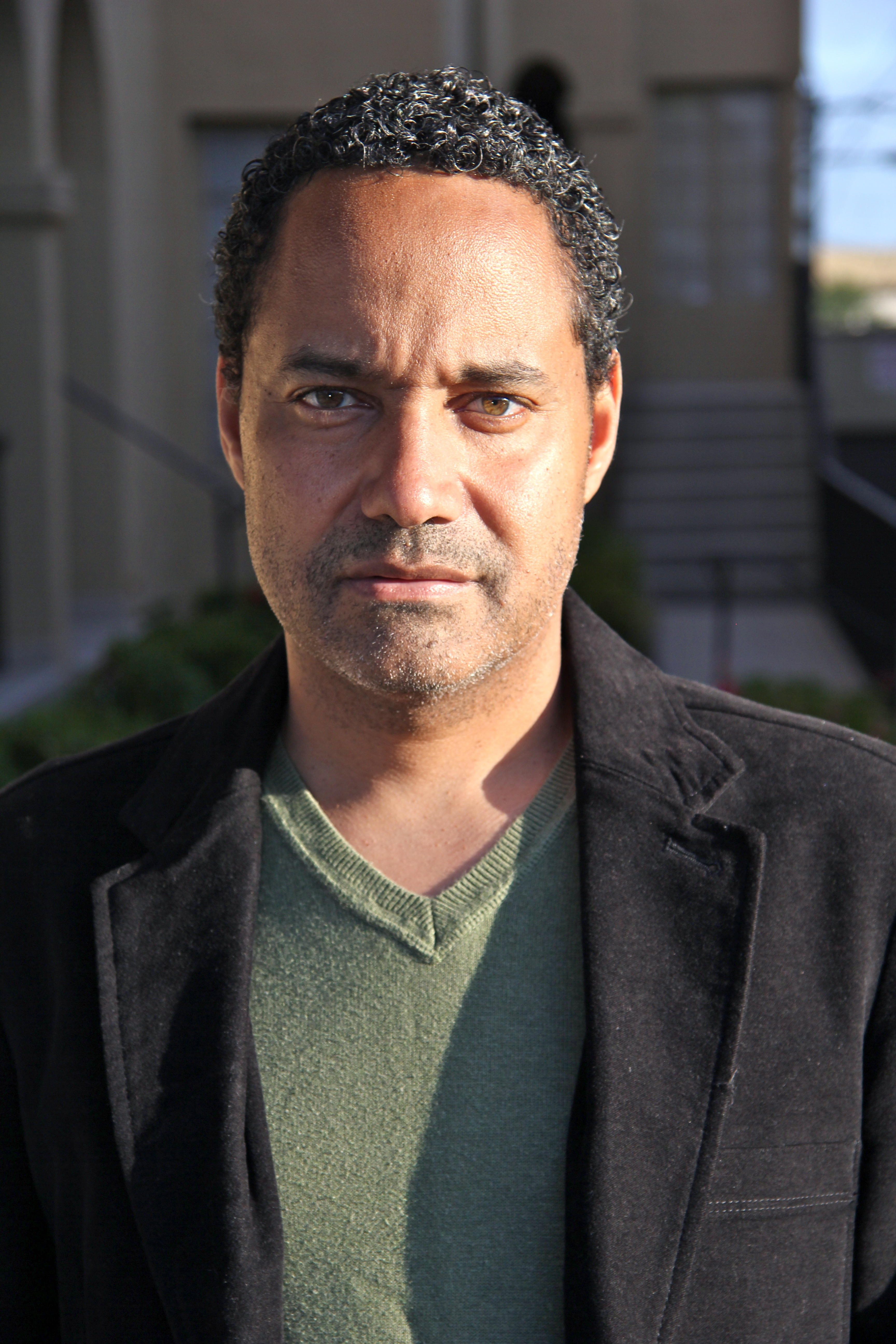
Jeffrey Reddick, creador del personaje.

### Audición
Al igual que los demás personajes, el personaje de Rivers fue diseñado por Jeffrey Reddick. Ali Larter fue elegida para interpretar a Rivers tras protagonizar en 1999 Varsity Blues. Larter declaró: 

Recuerdo haber leído el guion de la primera película y me quede sorprendida al enterarme de que iba a interpretar a una joven introvertida y gótica. Algo diferente a lo solía hacer

 Tras leer el borrador pensó que había algo especial en el personaje y descartó otros papeles ya que a Larter le encantaba la temática de ambas películas y estaba fascinada por el género cinematográfico. Según declaraciones suyas, la película muestra lo fácil que es volverse y culpar a otro cuando estás asustado y también cuando confías en tu intuición y en ti misma.
Para la secuela, New Line Cinema escogió a Larter en lugar de su compañero de reparto: Devon Sawa, quien hiciera de Browning en la primera 

Estuvimos pensando en traer de vuelta a Clear de una manera interesante y tuvimos la sensación de que llamar a los dos extrañaría a la audiencia sobre que han estado haciendo [los personajes] estos meses anteriores

El productor Craig Perry expresó la idea de hacer un Destino final más intrigante. El equipo de producción también quería que apareciese Sawa en el reparto, pero por cuestión de presupuesto no pudo ser. No obstante, Perry comentó que el personaje de Larter era más conocida al estar más cerrada en su mundo al igual que en la primera parte. Durante el proceso del casting, se hicieron algunos arreglos en la narrativa sin tener en cuenta la negativa de Sawa en volver a interpretar a su personaje por motivos económicos. Por el contrario, Larter estaba ilusionada con el proyecto, al que calificó de "grande" y "terrorífico" después de que le mostraran el borrador. Finalmente, decidieron "matar" al personaje de Sawa a través de la fotografía de un periódico que Clear le enseñaba a Kimberly en su primer encuentro.

### Caracterización
Larter define a su personaje como una joven retraída y encerrada en sí misma sin nada que perder. La describe grosso modo  como una artista extraña que acepta lo que el mundo le depara. En el primer borrador de James Wong y Glen Morgan es descrita como una solitaria apartada de los demás que viste con tonalidades oscuras contra la superficialidad del "sex appeal". En comparación con los demás, es más distante. Larter se tiñó el cabello con tonos castaños claros aunque en la mayor parte de la película siempre vestía de manera gótica, sin embargo, al final de la película volvió al rubio natural.
En la secuela, Clear cambia de manera drástica tras encerrarse en una institución mental por el daño que sufrió durante su vida. De la institución hace su refugio para evitar a la muerte. En el borrador de J. Mackye Gruber y Eric Bress, sigue identificada con la belleza de una mujer joven que aún conserva su ser.

## Recepción

### Críticas

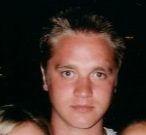
La relación entre Browning (Sawa) y Rivers (Larter) fue alabada tanto por los críticos como por el público.

Las críticas del personaje fueron dispares. Joe Leydon de Variety declaró que Larter no parece estar cómoda con su papel y calificó la escena de la primera conversación con Sawa de "abrupta y molesta" por pretender realizar trabajos de gran nivel; por otro lado, Jami Bernard del New York Daily News declaró [sobre Larter] que es la única persona que cree en Sawa, y como su nombre indica (Clear), hace de la película una filosofía. John Fallon de JoBlo.com remarcó que Larter es una mujer fuerte por muy triste que sea la vida de Clear y comentó: "Es un paso adelante para alejarse del tópico de rubia tonta de Varsity Blues". Dustin Putman de TheMovieBoy.com alabó su trabajo mientras Brett Gallman de Oh, The Horror! comentó que Larter le había quitado el protagonismo a Sawa por su interpretación. Mick LaSalle del San Francisco Chronicle realizó una opinión sobre la película y comentó que el progreso de la misma se debía a la relación de Clear con Alex.
En la segunda entrega, las críticas volvieron a ser las mismas. Robert Koehler de Variety dijo: Larter fue "la luz" entre el reparto. Putman volvió a elogiar al personaje al que definió como "una persona encerrada en su mundo para sobrevivir hasta que descubre que tiene que plantar cara al destino antes de que este lo haga", sin embargo criticó su papel, "demasiado corto" para su gusto. David Grove de Film Threat fue más crítico, tanto con la película como con la interpretación de las dos actrices principales: Larter y Cook, a las que calificó de frígida y miserable y rubia tonta respectivamente.
Las demás críticas fueron posítivas: Robin Clifford de Reeling Reviews hizo una crítica favorable respecto a la interpretación de Larter como el revulsivo que Clear necesitaba. Gallman de Oh, The Horror! comentó que Larter volvía a ser la elección perfecta y que los seguidores la recordarán como la heroína de la franquicia. Por otra parte, Andrew Manning de Radio Free Entertainment declaró que Larter fue la que llevó la batuta durante la película.

### Reconocimientos
La interpretación de Ali Larter en Destino final le valió para obtener el Premio Young Hollywood a la Mejor Actriz de 2001. En el mismo año fue nominada al Blockbuster Award a la Mejor Actriz de Película de Terror.

## Curiosidades
- Aparte de William Bludworth, Clear es el único personaje que desempeña un papel importante en más de una película.
- Cada vez que Clear casi moría, siempre tiene algo que ver con las explosiones.
- Clear ya conocía a William Bludworth antes del accidente del vuelo 180.
- En la configuración del asiento del vuelo 180, Clear estaba sentado en el "Asiento 23", un guiño de la ruta 23.
- Clear fue el primer último sobreviviente que murió por no ser un visionario. El segundo fue Nathan Sears de Final Destination 5.
- Luego de la muerte de Alex, ella se había encerrado en la Institución Mental Stonybrook para protegerse de la Muerte.
- Clear fue la séptima sobreviviente del vuelo 180 en morir, y la séptima en morir en la segunda película.
- Ella reveló que escapo de la muerte en siete ocasiones.